# José Euclides Gomes Júnior
José Euclides Ferreira Gomes Júnior (Sobral, 29 de março de 1918 — Sobral, 27 de junho de 1996) foi um professor e político brasileiro que foi prefeito de Sobral entre 1977 e 1983. Era casado e pai de cinco filhos, entre eles os políticos Ciro Gomes, Cid Gomes e Ivo Gomes.

## Biografia
Nasceu em 29 de março de 1918 na cidade de Sobral, no Ceará, onde permaneceu até concluir o ensino médio no Colégio Sobralense. 
Mudou-se então para o Rio de Janeiro onde concluiu os cursos de Direito e Licenciatura em Geografia e História na Universidade do Brasil. No interior de São Paulo, em Adamantina, exerceu o magistério, a advocacia, ajudou a formar a Associação Comercial e presidiu o Diretório da União Democrática Nacional (UDN). Foi nesse período que  conheceu Maria José Santos Ferreira Gomes, com quem se casou em 1957, em Pindamonhangaba. 
De volta a Sobral, foi professor catedrático de Sociologia, Antropologia e História na Faculdade de Filosofia Dom José, hoje Universidade Estadual Vale do Acaraú (UVA), advogado de ofício (atual defensor público) e agropecuarista.
Em 1974, seu irmão (João Frederico Ferreira Gomes) foi eleito deputado estadual do Ceará com uma das 10 maiores votações. Anos depois, em 1976, José Euclides é escolhido prefeito de Sobral pela ARENA (cargo que ocupou até 1983). Seu apoio foi fundamental na eleição de seu filho mais velho, Ciro, para o cargo de deputado estadual em 1982.